# Гиљермо Пепе
Гиљермо Пепе (фр. Guglielmo Pepe; 13. фебруар 1783—8. август 1855.) је био напуљски војсковођа и патриота. Учесник је Наполеонових ратова и Првог италијанског рата за независност.

## Биографија
Рођен је у Сквилацу у Калабрији. Ступио је у напуљску војску 1799. године, током Француских револуционарних ратова. Борио се против бурбонских трупа које је предводио кардинал Руфо. Заробљен је и истеран у Француску. Ступио је у Наполеонову армију узимајући учешћа у Наполеоновим ратовима. Учествовао је и у ратовима против Напуљске краљевине, најпре под Жозефом Бонапартом, а касније под Жоашен Миром. Командовао је напуљском бригадом у Шпанском рату за независност. Потом се вратио у Италију (1813) где је, са чином генерала, помагао у реорганизацији напуљске армије. Учествовао је у бици код Толентина 1815. године.
Након Наполеоновог пораза код Ватерлоа, Пепе се повукао из јавног живота у наредних пет година. Априла 1820. године избија побуна Пепеа у градићу Нола код Авелина. Краљ је прогласио враћање устава из 1812. године и поставио Пепеа за врховног команданта војске. Спроводе се реформе сличне онима у Шпанији. Јула исте године избија устанак у Палерму на Сицилији која тражи самосталност острва. Почетком октобра у Напуљу се састаје Парламент који саставља нову владу Матеа Галдија. Аустрија је на то жестоко реаговала и сазвала конгрес Свете алијансе у Тропау (Опава у Чешкој). Јануара 1821. године конгрес се преноси у Љубљану када је пристигао и Фердинанд који је побегао из Напуља. Одређено је да се у Италију пошаље аустријска војска. Она је поразила Пепеа код Гариљана, па Аустријанци марта 1821. године улазе у Напуљ.
Пепе је уезо учешћа у револуцији 1848. године и рату против Аустријског царства. До тада је покушавао да одржи везе са карбонарима. Објављивао је бројне књиге и памфлете политичког карактера. Пепе се 1848. године вратио у Напуљ у коме је проглашен устав. Командовао је напуљском армијом која се борила са Пијемонтом против Аустријанаца. Заузео је Болоњу, али је краљ, због избијања немира у Напуљу, опозвао његове трупе из северне Италије. Пепе се придружио Манину у одбрани Венеције. Након рата је протеран из Италије. Вратио се у Торино где је и умро 1855. године.